# Christopher Timms
Christopher Ian Timms (Christchurch, 24 de marzo de 1947–Estuario de Thames, 19 de marzo de 2004) fue un deportista neozelandés que compitió en vela en la clase Tornado.
Participó en dos Juegos Olímpicos de Verano, obteniendo dos medallas, oro en Los Ángeles 1984 y plata en Seúl 1988, ambas en la clase Tornado (junto con Rex Sellers).
Falleció a los 56 años cuando el aeroplano en el que viajaba se estrelló en el estuario de Thames de la Isla Norte de Nueva Zelanda.

## Palmarés internacional
| \| Juegos Olímpicos \| Juegos Olímpicos \| Juegos Olímpicos \| Juegos Olímpicos \| \| Año \| Lugar \| Medalla \| Clase \| \| ---------------- \| ---------------------------- \| ---------------- \| ---------------- \| \| 1984 \| Los Ángeles (Estados Unidos) \| Medalla de oro \| Tornado \| \| 1988 \| Seúl (Corea del Sur) \| Medalla de plata \| Tornado \| |                              |                  |         |
| Juegos Olímpicos |                              |                  |         |
| Año | Lugar                        | Medalla          | Clase   |
| 1984 | Los Ángeles (Estados Unidos) | Medalla de oro   | Tornado |
| 1988 | Seúl (Corea del Sur)         | Medalla de plata | Tornado |